# Olga Müller
Olga Alexandra Müller (geb. 1987 in Omsk, Russische SFSR, Sowjetunion) ist eine deutsche Regisseurin und Drehbuchautorin.

## Leben
Olga Müller wurde 1987 in der Sowjetunion geboren. Sie kam mit ihrer Familie Anfang der 1990er-Jahre nach dem Mauerfall und dem Zerfall der Sowjetunion nach Deutschland. Sie wuchs in Ostdeutschland und später in München auf.
Nach dem Abitur studierte sie in München Germanistik, Amerikanistik und Soziologie an der LMU München. Sie arbeitete als Regie- und Produktionsassistenz bei diversen Produktionsfirmen. Im Jahr 2017 begann sie, an der Filmakademie Baden-Württemberg „Szenische Regie“ zu studieren. Während ihres Studiums war sie Stipendiatin des Deutschlandstipendiums.
Sie lebt in München und arbeitet als Film- und Fernsehregisseurin.

## Werk
In ihren Filmen erzählt sie oft Coming-of-Age-Geschichten aus der Perspektive von Kindern und Jugendlichen. Hierbei mischt sie meist dramatische und emotionale Elemente mit komödiantischen Momenten. 

„Ich liebe die kleinen feinen Momente in zwischenmenschlichen Beziehungen und möchte diese gerne für ein breites Publikum auf den Fernsehbildschirm und auf die Kinoleinwand bringen.“

Ihre Filme liefen unter anderem auf den renommierten Kinderfilmfestivals Goldener Spatz und Internationalem Filmfestival Schlingel. Ihr mittellanger Film Unschuld des Todes entstand in Koproduktion mit dem SWR und ARTE und wurde in der ARD Mediathek veröffentlicht. Auch ihr Diplomfilm Nur wir zwei war eine Koproduktion mit dem SWR. Der Film war in Kooperation mit der Beta Film-Tochter Nuworx productions entstanden und gewann 2024 den Baden-Württembergischen Publikumsfilmpreis auf der Filmschau Baden-Württemberg sowie Bester Kinderfilm beim Sehsüchte Filmfestival 2025 in Potsdam.

## Filmografie (Auswahl)
- 2018: Performance (Regie, Drehbuch)
- 2020: Scham (Regie, Drehbuch)
- 2022: Die Unschuld des Todes (Regie)
- 2024: Nur wir Zwei (Regie, Drehbuch)

## Mitwirkung Fernsehproduktionen (Auswahl)
- 2024: Rote Rosen - ARD (Regie)
- 2025: Schwanzlos - RTL+ (Regie)